# Souvenirs, Souvenirs (chanson)
Pour les articles homonymes, voir Souvenirs, Souvenirs.
Singles de Johnny Hallyday
Laisse les filles
(1960) Itsy bitsy petit bikini
(1960)
Souvenirs, Souvenirs, adaptation française, par Fernand Bonifay du titre Souvenirs de Cy Coben (en), est une chanson interprétée par Johnny Hallyday et Rita Cadillac en 1960.
Titre phare du deuxième disque de Johnny Hallyday, Souvenirs, souvenirs est son premier grand succès.

## Histoire
La chanson Souvenirs, écrite par Cy Coben (en), est d'abord enregistrée en 1959, dans un style plutôt proche de la rumba, par la chanteuse américaine Barbara Evans. Elle est adaptée la même année en allemand par le chanteur Bill Ramsey. Le succès de cette reprise (le disque est no 1 en Allemagne) incite la maison de disque Vogue à en proposer une version française. L'adaptation par Fernand Bonifay (immédiatement confiée à Johnny Hallyday et Rita Cadillac), est réalisée à partir de la partition en allemand. La pochette du disque indique pourtant « Johnny a créé pour vous une chanson qui a été faite pour lui ».
Hit du deuxième super 45 tours d'Hallyday, Souvenirs, souvenirs est son premier grand succès et la chanson grâce à laquelle il acquiert le statut de vedette. Ce titre lui colle totalement à la peau, souligne Daniel Lesueur, au point qu'on en oublie qu'il s'agit d'une adaptation. Souvenirs, souvenirs très vite devient la chanson-phare de toute une génération. Chanson emblématique de l'artiste, elle s'impose aujourd'hui comme l'hymne français des années 1960.
Après 1961, l'artiste délaisse totalement l'ensemble des titres enregistrés chez Vogue ; seul Souvenirs, souvenirs fait figure d'exception, encore qu'il n'ait été inscrit dans un tour de chant (à plusieurs occasions), qu'inclus dans un medley. Unique exception, en 1974, lors d'une tournée de promotion pour l'album Rock'n'Slow, au cours de laquelle Johnny Hallyday commence son récital avec  Souvenirs, souvenirs.

## La chanson
Souvenirs, souvenirs est l'évocation des années d'insouciance, de l'adolescence, des copains, des premières amours, parsemées de chansons, par un jeune homme qui promet qu'il n'en oubliera aucun. Un propos tenu par quelqu'un qui n'a pas encore 17 ans et évoque son passé amoureux s'étonne Jacques Leblanc. D'autant, que Souvenirs, souvenirs, telle une rétrospective se chante au passé, comme si par anticipation, Johnny Hallyday avait deviné qu'entre lui et le public cela ne faisait que commencer et que longue serait la route. Depuis Souvenirs, souvenirs, dans la mémoire collective remplit parfaitement le rôle de chanson nostalgique.

## Réception et postérité
Le titre de la chanson fut maintes fois emprunté dans des émissions/rubriques, de radios, de télévisions, de magazines ; il sera le titre d'une émission de télé (consacré à différents artistes - américains pour la plupart - qui ont fait l'histoire du rock dans les années 1950-1960), présenté en 1983 par Johnny Hallyday lui-même. En 1984, Ariel Zeitoun en fait le titre éponyme d'un film.
- 1984 : Souvenirs, Souvenirs (film)
- 1998 : Souvenirs, souvenirs, livre de Maurice Achard (Flammarion)

 Sauf indication contraire ou complémentaire, les informations mentionnées dans cette section proviennent du générique de fin de l'œuvre audiovisuelle présentée ici.En 1991, la chanson figure parmi les musiques additionnelles du film Génial, mes parents divorcent !.

## Discographie
3 juin 1960 :
- super 45 tours Vogue EPL 7755 : Souvenirs, souvenirs, Pourquoi cet amour, Je cherche une fille, J'suis mordu
- 45 tours promo Vogue 45-741 : Souvenirs, souvenirs, Je cherche une fille

30 juin 1960 :
- 45 tours Vogue 45-764 : Souvenirs, souvenirs (version anglaise), Not Get Out (version anglaise de Laisse les filles)

31 octobre 1960 :
- 33 tours 25 cm Hello Johnny

En 1982, Johnny Hallyday réenregistre l'ensemble des chansons Vogue, à l'occasion de la sortie d'une intégrale (voir Version 82).
Avril 1983 :
- 45 tours Philips 812860-7 : Souvenirs, souvenirs, Je cherche une fille (versions 1982).

1984
- 33 tours Philips 822572-1 : Souvenirs, Souvenirs, bande originale du film Souvenirs, Souvenirs d'Ariel Zeitoun.

Discographie Live :
- 1961 : Johnny Hallyday et ses fans au festival de rock 'n' roll
- 1961 : Johnny Hallyday à l'Olympia

Souvenirs, souvenirs est incluse dans un medley dans plusieurs enregistrements public :
- 1965 : Olympia 1965
- 1982 : Palais des sports 82
- 1984 : Johnny Hallyday au Zénith
- 1985 : Johnny Hallyday Zénith 85 (sortie posthume en 2024)
- 1993 : Parc des Princes 1993

## Reprises
- 2007 : sur une musique nostalgique, Sylvie Vartan donne sa version du titre sur l'album Nouvelle Vague